# Mayodan
Mayodan é uma cidade  localizada no estado norte-americano de Carolina do Norte, no Condado de Rockingham.

## Demografia
Segundo o censo norte-americano de 2000, a sua população era de 2417 habitantes.
Em 2006, foi estimada uma população de 2610, um aumento de 193 (8.0%).

## Geografia
De acordo com o United States Census Bureau tem uma área de
3,9 km², dos quais 3,9 km² cobertos por terra e 0,0 km² cobertos por água. Mayodan localiza-se a aproximadamente 178 m acima do nível do mar.

## Localidades na vizinhança
O diagrama seguinte representa as localidades num raio de 24 km ao redor de Mayodan.